# USS Gilbert Islands (CVE-107)
USS Gilbert Islands (CVE-107) – lotniskowiec eskortowy typu Commencement Bay, który służył w United States Navy. Odznaczony trzema battle star za służbę w czasie II wojny światowej i siedmioma za służbę w czasie wojny w Wietnamie.
Stępkę jednostki położono 29 listopada 1943 roku w stoczni Todd-Pacific Shipyards Inc. w Tacoma. Początkowo nosił nazwę St. Andrews Bay. Zwodowano go 20 lipca 1944 roku, wszedł do służby 5 lutego 1945 roku. W czasie II wojny światowej brał udział w walkach o Okinawę i Balikpapan. Wycofany ze służby 21 lutego 1947 roku w Norfolk.
Ponownie w służbie w okresie 7 września 1951 roku – 15 stycznia 1955 roku, kiedy pełnił rolę transportowca samolotów i okrętu szkolnego. W czasie pobytu w rezerwie okręt został przeklasyfikowany na „Cargo Ship and Aircraft Ferry” (AKV-39). Skreślony z listy jednostek floty 1 czerwca 1961 roku.
Przywrócony do rejestru jednostek. Przebudowany na okręt łącznościowy „Major Communications Relay Ship”. Przemianowany na USS Annapolis (AGMR-1).